# بيان العلا
بيان العلا بيان اتفاق مصالحة أعلن عنه وزير الخارجية الكويتي الشيخ أحمد ناصر المحمد الصباح في 4 يناير 2021، يؤذن بإنهاء الأزمة الدبلوماسية مع قطر، وقع عليه من قبل قادة وفود مجلس التعاون الخليجي في القمة الخليجية الحادية والأربعين التي انعقدت في مدينة العلا في منطقة المدينة المنورة شمال غرب المملكة العربية السعودية في 5 يناير 2021. فُتِحت بموجب الاتفاق كل من الأجواء والحدود البرية والبحرية بين السعودية وقطر اعتبارًا من مساء يوم الاثنين 4 يناير 2021 بناء على اقتراح أمير دولة الكويت الشيخ نواف الأحمد الجابر الصباح، خلال اتصال هاتفي جمعه مع أمير دولة قطر الشيخ تميم بن حمد آل ثاني وولي العهد السعودي الأمير محمد بن سلمان، حيث أكدوا خلال الاتصال الهاتفي «على وحدة الصف ولم الشمل وجمع الكلمة من خلال توقيع بيان العلا الذي يعد بحول الله إيذانًا باستهلال صفحة مشرقة في العلاقات الأخوية، خالية من أي عوارض تشوبها» على ما حدّ ما جاء في البيان المتلفز الذي تلاه وزير الخارجية الكويتي عبر تلفزيون الكويت. كان ولي العهد السعودي محمد بن سلمان قد أعلن أن القمة الخليجية في العُلا: «ستكون جامعة للكلمة وموحدة للصف ومعززة لمسيرة الخير والازدهار» تنفيذًا لسياسة السعودية بقيادة الملك سلمان بن عبد العزيز التي تقوم على مبدأ «تحقيق المصالح العليا لدول مجلس التعاون والدول العربية، وتسخير كل جهودها لما فيه خير شعوبها وبما يحقق أمنها واستقرارها.» إثر الاتفاق، أعلن الديوان الأميري القطري عن ترؤس الشيخ تميم بن حمد وفد قطر في القمة الخليجية، وكان في مقدمة مستقبليه ولي العهد السعودي محمد بن سلمان.

## نص البيان
لم تُنشر تفاصيل البيان، إلا أنه أشير إليه بوصفه وثيقة تؤسس لطي الأزمة الخليجية وعودة العلاقات بين جميع الدول الخليجية إلى ما كانت عليه قبل بدء الأزمة في 5 يونيو 2017، وأنه يُحّقق وحدة الصف والتماسك بين دول مجلس التعاون ويُعزز عودة العمل الخليجي المشترك إلى مساره الطبيعي، للحفاظ على الأمن والاستقرار في المنطقة. وجرى التأكيد بعد التوقيع على البيان على حرص الدول الخليجية الست على قوة وتماسك مجلس التعاون، ووحدة الصف بين أعضائه، لما يربط بينها من علاقات وسمات مشتركة أساسها الإسلام والثقافة العربية، إضافة إلى وحدة المصير المشترك والأهداف التي تجمع بين الخليجيين، ورغبة الدول الخليجية في تحقيق المزيد من التنسيق والتكامل والترابط بينها في جميع الميادين عبر مجلس التعاون بما يحقق تطلعات مواطني دول المجلس، كذلك جرى التأكيد على وقوف دوله صفًا واحدًا في مواجهة أي تهديد قد تتعرض له أي من دول المجلس.

## الموقعون على البيان

### الرئيسيون
| الدولة                   | رئيس وفد الدولة           | الصورة | اللقب                                                                            |
| ------------------------ | ------------------------- | ------ | -------------------------------------------------------------------------------- |
| السعودية · (المستضيفة)   | محمد بن سلمان (الرئيس)    |        | ولي العهد السعودي                                                                |
| الكويت                   | نواف الأحمد الجابر الصباح |        | أمير دولة الكويت                                                                 |
| الإمارات العربية المتحدة | محمد بن راشد آل مكتوم     |        | نائب رئيس دولة الإمارات العربية المتحدة ورئيس مجلس الوزراء ووزير الدفاع حاكم دبي |
| البحرين                  | سلمان بن حمد آل خليفة     |        | ولي العهد البحريني                                                               |
| قطر                      | تميم بن حمد آل ثاني       |        | أمير دولة قطر                                                                    |
| عُمان                     | فهد بن محمود آل سعيد      |        | نائب رئيس الوزراء لشؤون مجلس الوزراء العماني                                     |
| مجلس التعاون الخليجي     | نايف بن فلاح الحجرف       |        | الأمين العام لمجلس التعاون الخليجي                                               |

### المشاركون
وُقِع بيان العلا بحضور عدد من المشاركين وتوقيع بعضهم، وأبرز الأعضاء المشاركين:
| الدولة/المنظمة         | رئيس وفد الدولة       | الصورة | اللقب                                     |
| ---------------------- | --------------------- | ------ | ----------------------------------------- |
| جامعة الدول العربية    | أحمد أبو الغيط        |        | الأمين العام لجامعة الدول العربية         |
| منظمة التعاون الإسلامي | يوسف بن أحمد العثيمين |        | الأمين العام لمنظمة التعاون الإسلامي      |
| مصر                    | سامح شكري             |        | وزير الخارجية المصرية                     |
| الولايات المتحدة       | جاريد كوشنر           |        | كبير مستشاري الرئيس الأمريكي دونالد ترامب |

## ردود الفعل
- وزير الخارجية الأمريكي مايك بومبيو، قال ان وصول دول الخليج إلى تسوية خلافاتها واستئناف العلاقات الكاملة أساسي لمواجهة التهديدات المشتركة، وأكد أن الخليج الموحد سيجلب ازدهارا إضافيا.[5]
- وزارة الخارجية التركية قالت إن «إظهار إرادة مشتركة في سبيل حل النزاع الخليجي والإعلان عن إعادة تأسيس العلاقات الدبلوماسية مع قطر أمر يبعث على السرور».
- وزارة الخارجية الألمانية رحبت بعودة العلاقات بين قطر والسعودية، عقب الإعلان عن إعادة فتح الأجواء والحدود البرية والبحرية بينالبلدين، وقالت في بيان، إن المصالحة الخليجية، تعد تقدما كبيرا وأساسا لإنهاء الخلاف بين دول الخليج.
- الخارجية الأردنية قالت إن ما حدث بقمة العلا يعد «إنجازا كبيرا لرأب الصدع وإنهاء الأزمة الخليجية وعودة العلاقات الأخوية إلى مجراها الطبيعي».
- بدورها رحبت الأمم المتحدة، بإعلان فتح الحدود الجوية والبرية والبحرية بين السعودية وقطر، مثمنة دور الذين «عملوا بلا كلل من أجل رأب الصدع الخليجي، ولا سيما دولة الكويت»، جاء ذلك في مؤتمر صحفي عقده فرحان حق، نائب المتحدث باسم الأمين العام، عبر دائرة تلفزيونية مغلقة، مع الصحفيين بمقر المنظمة الدولية في نيويورك.
- كما رحبت جامعة الدول العربية بنتائج القمة، مؤكدة في بيان أن «أي تحرك فعّال يؤدي إلى تصفية الأجواء العربية، ويَصُب في صالح النظام العربي الجماعي، محل ترحيب، ويعزز من قوة الجامعة العربية وتأثيرها».[6]